# ريتشارد كوغلان
ريتشارد كوغلان (بالإنجليزية: Richard Coughlan)‏ هو طبال وموسيقي بريطاني، ولد في 2 سبتمبر 1947 في هيرن باي في المملكة المتحدة، وتوفي في 1 ديسمبر 2013 في Broadstairs ‏ في المملكة المتحدة.

## وصلات خارجية
- ريتشارد كوغلان على موقع ميوزك برينز (الإنجليزية)
- ريتشارد كوغلان على موقع أول ميوزيك (الإنجليزية)
- ريتشارد كوغلان على موقع ديسكوغز (الإنجليزية)